# Anghelești, Vrancea
Anghelești este un sat în comuna Ruginești din județul Vrancea, Moldova, România.

## Geografie
Satul Anghelești este traversat de râul Domoșița poreclita garla
, afluent al râului Trotuș.

## Transport
- DJ119C

## Personalități
- Tudor Vornicu (1926-1989), producator si realizator de televiziune român, director general al Radioteleviziunii Române

## Monumente istorice
- Biserica de lemn din Anghelești, ridicată în anul 1757

## Galerie de imagini

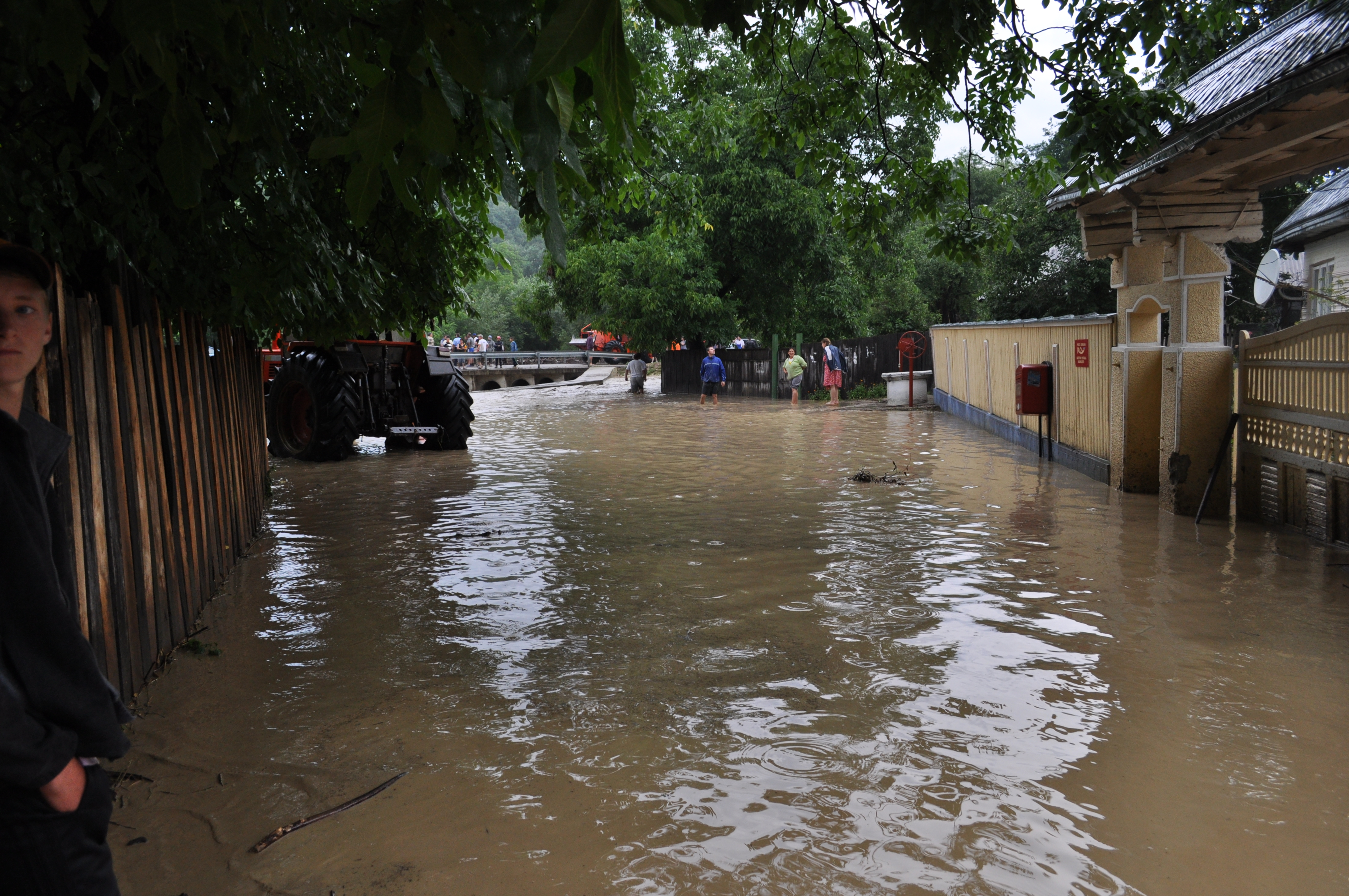
Inundațiile din iulie 2011
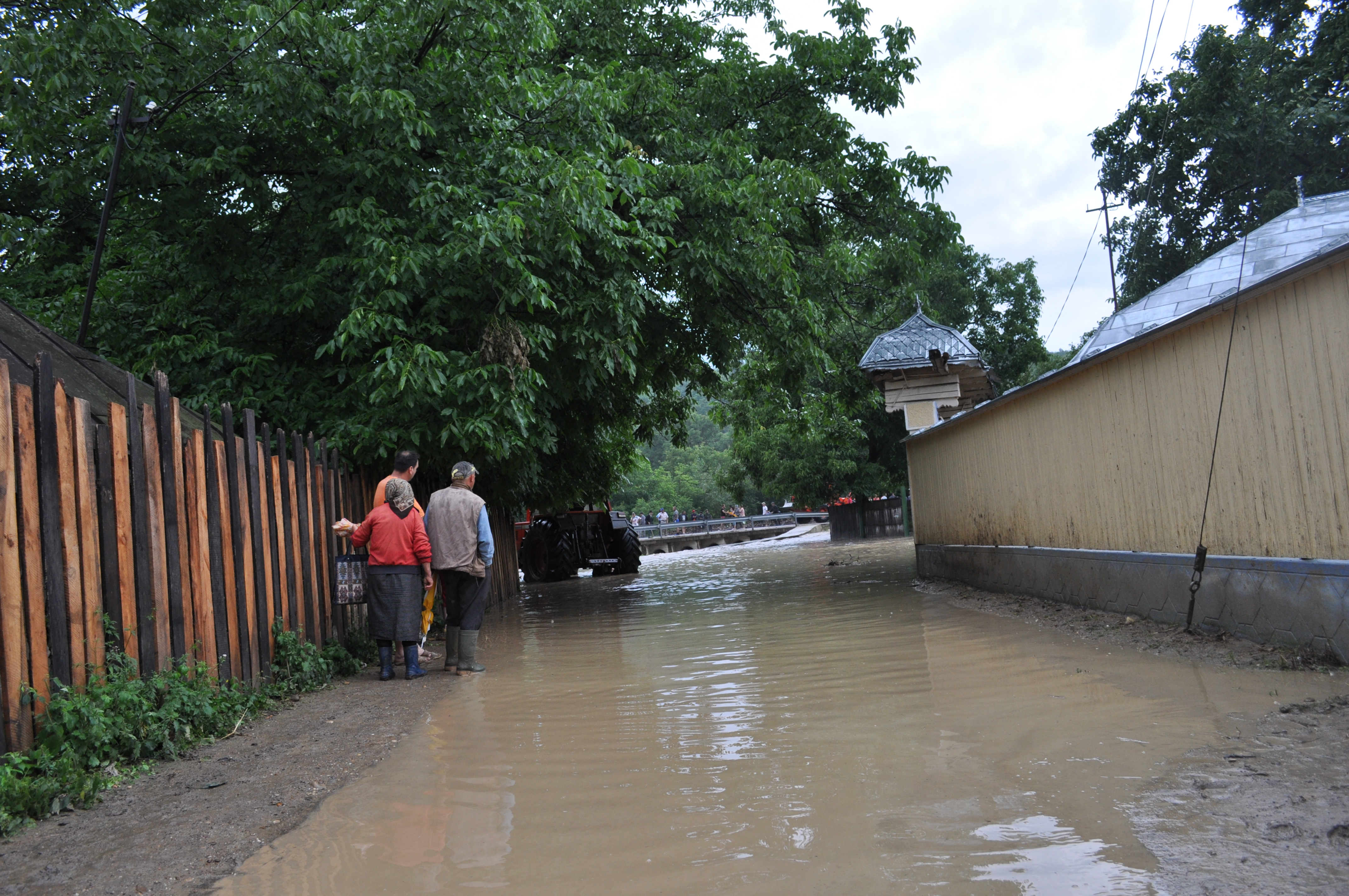
Inundațiile din iulie 2011

 Acest articol despre o localitate din județul Vrancea este deocamdată un ciot. Puteți ajuta Wikipedia prin completarea lui.